# Microryzomys altissimus
Microryzomys altissimus es una especie de roedor de la familia Cricetidae.

## Distribución geográfica
Se encuentra en Colombia, Ecuador y Perú.